# Franck Tiozzo
Pour les articles homonymes, voir Tiozzo.
Franck Tiozzo, né le 19 juin 1959 à Saint-Denis, est un ancien boxeur en poids lourds, professionnel de 1983 à 1989. Il est le frère de Fabrice et Christophe Tiozzo. Il a également joué dans quelques films.

## Filmographie
- 2011 : Légitime défense : Bibi
- 2005 : J'ai vu tuer Ben Barka : Georges Boucheseiche
- 2001 : La Grande Vie ! : Le balaise
- 2001 : Le Baiser mortel du dragon : Thug
- 1994 : De sueur et de sang : Macauret
- 1987 : Sweet Lies : Mersault